# Мария Саксен-Веймар-Эйзенахская
Мария Луиза Александрина Саксен-Веймар-Эйзенахская (нем. Maria Luise Alexandrina von Sachsen-Weimar-Eisenach; 3 февраля 1808, Веймар, Рейнский союз — 18 января 1877, Берлин) — принцесса Саксен-Веймар-Эйзенахская, в браке — принцесса Прусская, внучка императора Павла I.

## Жизнь
Принцесса Мария родилась 3 февраля 1808 года в семье великого герцога Саксен-Веймар-Эйзенахского Карла Фридриха и его супруги великой княгини Марии Павловны, дочери императора Павла I и императрицы Марии Фёдоровны. Мария приходилась племянницей императорам Александру I и Николаю I, а также двоюродной сестрой Александру II. Её родной сестрой была германская императрица Августа, супруга императора Вильгельма I.
Страной в это время правил их дед Карл Август. Согласно решению Венского конгресса в 1815 году, Саксен-Веймар-Эйзенахское герцогство значительно расширило свои территории и получил статус великого герцогства. Мария, после этого, получила право на титул Её Королевское высочество.
Веймарский двор, при котором росла юная принцесса, был одним из самых либеральных в тогдашней Германии. Уже в 1816 году в стране была принята Конституция, которая, среди прочего, дарила свободу слова и свободу прессы. Веймар, ещё находясь под влиянием просветительского духа герцогини Анны Амалии, стремился к искусству и литературе. Иоганн Вольфганг фон Гёте был частым гостем в королевском дворце.
Отец Марии был застенчивым человеком, вел затворнический образ жизни. Мать, продолжая дело предшественницы, всячески поощряла культурное и научное развитие герцогства.
Вместе с младшей сестрой, Мария получила всестороннее образование, в основном, направленную на дальнейшее выполнения церемониальных обязанностей. Обучение включало в себя уроки рисования, которые давала девушкам придворная художница Луиза Зайдлер, и занятия по музыке, которые были поручены придворном капельмейстеру Иоганну Непомук Гуммелю.
В 1824 году принцесса впервые увидела своего будущего мужа — Карла Прусского. Мария Павловна с дочерьми направлялись в Россию, где правил её брат Николай I. Он с женой должен был встретить их на границе, во Франкфурте-на-Одере. Во Франкфурте же кронпринцессу Марию с дочерьми от имени прусского короля приветствовали принцы Карл и Вильгельм. В течение этой встречи Карл влюбился в Марию.
Король Фридрих Вильгельм III поддержал выбор сына и безотлагательно связался с дворами Веймара и Санкт-Петербурга, чтобы договориться о заключении брака. Однако, мать и бабушка Марии надеялись, что она выйдет замуж за наследника престола, и предложили ей союз с Вильгельмом, в то время, как Карл должен был жениться на сестре Марии Августе. Ситуация усложнилась любовью Вильгельма к Элизе Радзивилл. Мария Павловна тайно надеялась на заключение между ними морганатического брака, в результате которого прусский трон наследовали бы дети Карла и Марии.

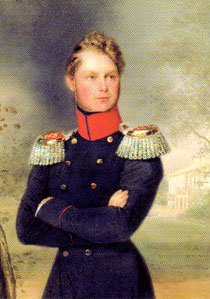
Принц Карл Прусский

Дело тянулось больше двух лет, пока Марии Фёдоровне удалось уговорить дочь согласиться на брак Карла и Марии, не ставя условий для Вильгельма.
В возрасте 19 лет Мария вышла замуж за Карла в Шарлоттенбурге. Свадьба состоялась 26 мая 1827 года. Союз оказался гармоничным и счастливым. У пары родилось трое детей:
- Фридрих Карл Николай (1828—1885) — женился на принцессе Марией Анне Ангальт-Дессауской, имел пятерых детей, предок нынешнего короля Швеции;
- Мария Луиза Анна (1829—1901) — вышла замуж за Алексиса, ландграфа Гессен-Филипстальского, детей не имела;
- Мария Анна Фредерика (1836—1918) — вышла замуж за принца Фридриха Гессен-Кассельского, имела шестеро детей.

От 1829 года молодая семья жила в Берлине во Дворце принца Карла на площади Вильгельма, который был перестроен по проекту Карла Фридриха Шинкеля. Летней резиденцией, которая быстро стала любимой, стал загородный дворец Глинике вблизи Потсдама.
В 1829 году Августа вышла замуж за принца Вильгельма. После этого она стала считаться выше рангом, чем её сестра. Подчиненное положение возмущало Марию и её мужа. Супруги были постоянно возмущены своим положением при дворе, и тем, что им приходилось подчиняться Августе. Мария соперничала со своей сестрой за подарки, одежду, украшения, окружение, друзей. Помимо Августы Мария не любила и Викторию, следующую кронпринцессу Прусскую за её английское происхождение.
Дом Карла и Марии был, также, центром антибританских настроений прусского королевского двора и находился в оппозиции к кронпринцессе Виктории.

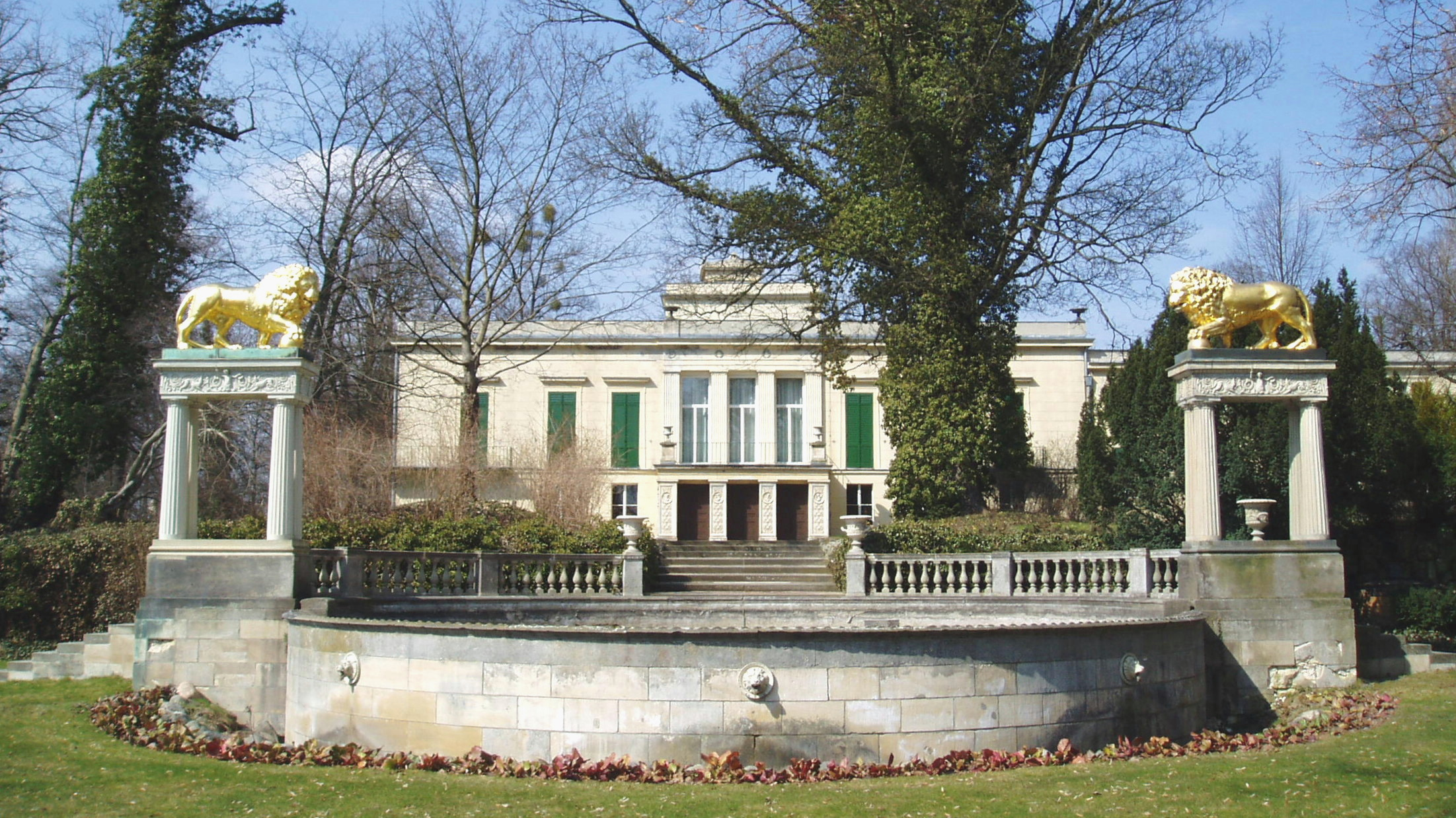
Дворец Глинике

Карл любил историю, путешествия и искусство. В их дворце было собрано немало произведений искусства и раритетных вещей. Принц имел огромные денежные активы, которые способствовали тому, что в распоряжении семьи было достаточно денег.
7 декабря 1865 года Мария стала шефом 1-го Вестфальского полка полевой артиллерии.
Принцесса умерла перед своим 69-летием 18 января 1877 года в Берлине. Похоронили её в склепе под церковью Святых Петра и Павла в Ванзее. Муж пережил её на шесть лет. Похоронен рядом с ней.